# Umor
 (octobre 2014).
Si vous disposez d'ouvrages ou d'articles de référence ou si vous connaissez des sites web de qualité traitant du thème abordé ici, merci de compléter l'article en donnant les références utiles à sa vérifiabilité et en les liant à la section « Notes et références ».
Umor, aussi Bomar ou Romar, est le khan des Bulgares en 766. Son règne dura 40 jours. Déposé.
Parent des frères Toktu et Pagan.